# 横山常守
横山 常守（よこやま つねもり）は、幕末の会津藩士である。通称は主税（ちから）。パリ万国博覧会 (1867年)の随員として渡欧するなどしたが、白河口の戦いで22歳で戦死した。

## 生涯

### 養父・常徳
父は山川兵衛重英の四男・常道。山川浩兄弟姉妹は血縁である。養父は会津藩江戸家老横山常徳。常徳は江戸の三家老と称された人物で、藩主松平容保を補佐して功績があり、家禄700石から1300石まで加増された。京都守護職就任の内命を松平春嶽から受けたのは常徳である。秋月悌次郎、広沢安任を抜擢し、幕末の京にあって会津藩を指導したが、病に倒れ帰郷。禁門の変直後に死去した。

### ヨーロッパ歴訪
家督を継いだ横山は、パリ万国博覧会に使節団として派遣される徳川昭武の随員として、海老名季昌とともに選ばれた。1867年2月15日（慶応3年1月11日）、フランス船アルファ号に乗船し横浜を出港。4月11日（3月7日）、パリへ到着した。パリでは先に渡欧していた同藩の山川浩、田中茂手記と再会している。欧米諸国の視察を命じられていた横山は、イギリス、プロシャ、オランダ、ロシアなどを歴訪した。
しかし日本では大政奉還が行われるなど会津藩を取り巻く情況は切迫し、11月28日(11月3日)に帰国した。

### 白河口副総督
横山は若年寄に任じられ、白河城防衛のため編成された会津藩部隊の副総督となり、総督西郷頼母を補佐することとなった。1868年6月20日（5月1日）、奥羽越列藩同盟軍は官軍の攻撃の前に敗勢となり、横山は稲荷山に現れた敵を攻撃しようと山を駆け上がったが、被弾のため戦死した。従者が遺体を収めようとしたが、弾丸が集中し、やむなく首級のみを持ち帰ったという。行年22。